# Cầu cao tốc Hồ Pontchartrain
Cầu cao tốc Hồ Pontchartrain là cây cầu bắc ngang qua Hồ Pontchartrain (tiểu bang Louisiana, Mỹ), tổng chiều dài 38 km nối liền 2 thành phố Metairie và Quận St. Tammany. Công trình đầu tiên nối liền hai bờ Nam–Bắc được tiến hành xây dựng lần đầu tiên vào năm 1956 bao gồm 2 làn đường 2 chiều, với tổng phí tổn 30,7 triệu USD. Đến năm 1969, 2 làn đường nữa được ghép thêm, chia đôi cầu thành 2 tuyến một chiều riêng biệt, với chi phí $ 26 triệu USD. Trung bình mỗi ngày có trên 30.000 xe tham gia giao thông trên cầu.
Ở dặm thứ 16, cầu có thể nâng lên và mở ra cho tàu thuyền lớn đi qua.

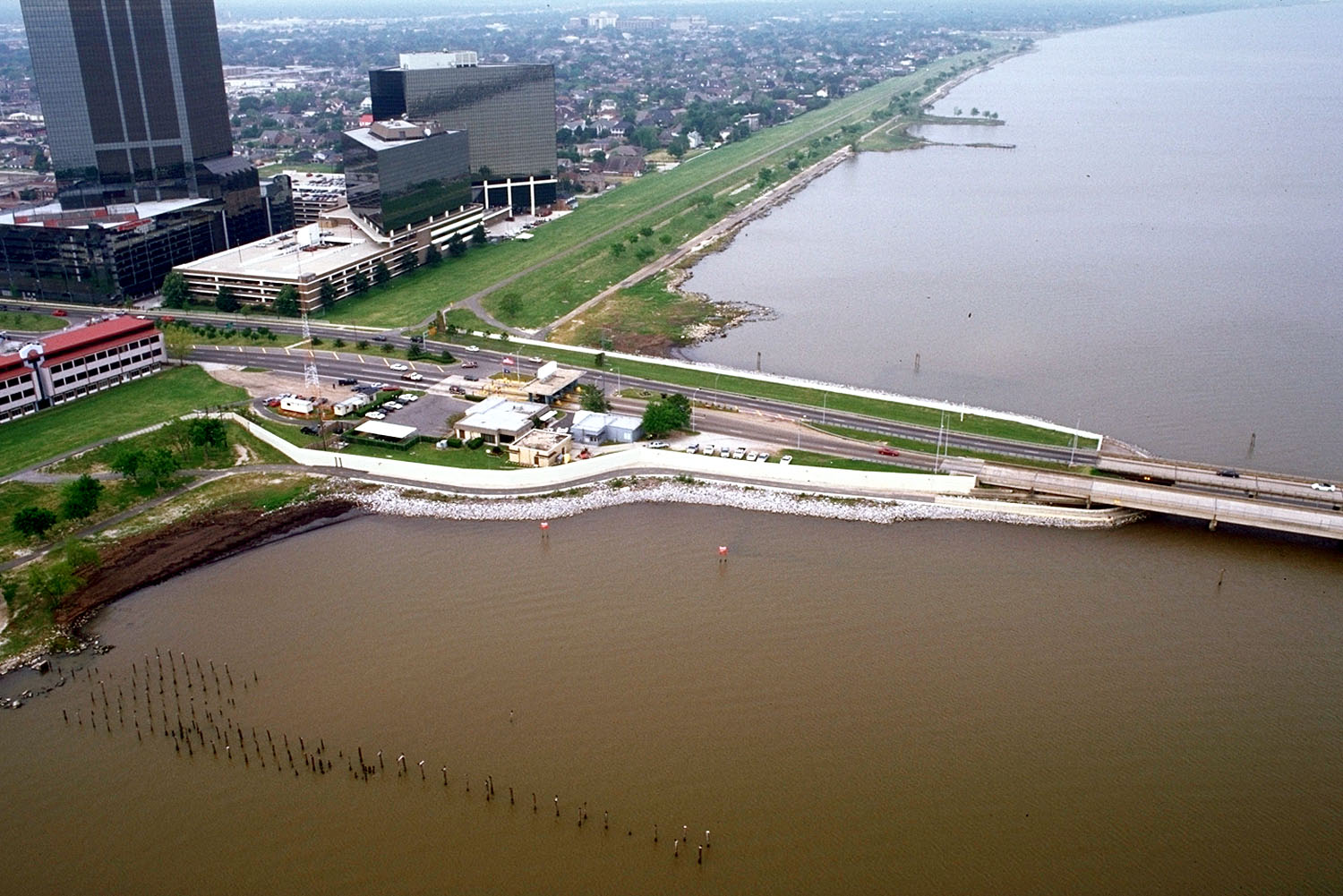
Đầu cầu phía nam

Từ năm 1969, cầu đã được liệt kê vào kỷ lục Guinness là cây cầu dài nhất trên mặt nước trên thế giới; đến năm 2011 khi khánh thành cầu vịnh Giao Châu ở Trung Quốc, Guinness đã tạo ra hai loại kỷ lục cho cầu trên mặt nước: độ dài liên tục và tổng thể trên mặt nước. Hồ Pontchartrain Causeway sau đó trở thành cây cầu dài nhất trên mặt nước (liên tục)  trong khi cầu vịnh Giao Châu là cây cầu dài nhất trên mặt nước (tính toàn bộ).